# Ingrid Vanderveldt
Ingrid Vanderveldt (Bethesda, Maryland, 7 de noviembre de 1970) es una empresaria estadounidense, habitual de los medios de comunicación e inversora. Fue la primera emprendedora residente en Dell y es la fundadora y actual CEO del movimiento Empowering a Billion Women by 2020 (en español, Empoderando un Billón de Mujeres para 2020). Vanderveldt fue la creadora y gerente del fondo de crédito de 100 millones de dólares de Dell, y miembro del Consejo Global de Personas Emprendedoras de 2013 de Naciones Unidas. Imparte conferencias y se reúne con empresarias alrededor del mundo empoderando a las mujeres desde su posición de mujer influyente en el mundo.

## Primeros años
Vanderveldt nació en Bethesda, Maryland, hija de la psicóloga Joan Vanderveldt y el ingeniero  mecánico Hendrikus Hermanus Johannes Vanderveldt. Fueron cuatro, siendo sus hermanos el médico Hendrikus Vanderveldt, el médico de urgencias Garig Vanderveldt y su hermana la emprendedora y empresaria Erin Vanderveldt. Sus padres se conocieron en Universidad Católica de América, criando a su descendencia con fuertes valores católicos. de forma que la joven Ingrid pensó inicialmente en convertirse en misionera. Mientras crecía en torno al trabajo emprendedor y técnico de su madre y su padre, realizó dos másteres y comenzó a lanzarse a diversas aventuras empresariales, todas ellas de tipo tecnológico.
Consiguió su máster en Arquitectura en 1993 por The Savannah College of Art & Design (Escuela de Arte y Diseño de Savannah) y su MBA en 1996 por la Universidad de Texas en Austin.

## Trayectoria profesional
Vanderveldt ha fundado numerosas compañías y ha emprendido diferentes aventuras empresariales, que incluyen la creación y el alojamiento de la primera serie original en primetime original de CNBC, "American Made"; la fundación de Ingrid Vanderveldt LLC, actuando como CEO de VH2 Energy Investments y Green Girl Energy, y la fundación de GLASS Forum. Vanderveldt ha recibido en 2018 el Premio Global Empowerment Award otorgado por Global Business y Interfaith Peace Awards, en asociación con la ONU. Ha sido nombrada por Oprah Winfrey como una de sus 100 líderes mundiales y fue la ganadora de "Global Entrepreneur in Excellence Award" que otorgan FORBES & Northwestern Mutual.

### Dell
Vanderveldt fue contratada como la primera emprendedora residente de Dell en 2011 y para 2012 tomó el timón de la supervisión de las iniciativas empresariales globales de la compañía. Entre los programas bajo su liderazgo, se incluyen: "The Dell Center for Entrepreneurs" (en español, el Centro Dell para personas emprendedoras), "The Dell Founders Club" (en español, el Club de Fundadores de Dell), o "The $100M Dell Innovators Credit Fund" (en español, el Fondo de Crédito de Dell para personas innovadoras de 100 millones de dólares). Como emprendedora en residencia, viajó a más de 80 ciudades cada año para dictar conferencias y exponer en paneles con el fin de promover las iniciativas empresariales de Dell tanto nacionales (estadounidenses) como globales.

### La Fundación de Naciones Unidas
Vanderveldt se unió al Consejo Global de Personas Emprendedoras de la Fundación de la Organización de las Naciones Unidas en 2013-2014 como uno de los 10 miembros elegidos para ayudar a fomentar el cambio y la innovación en todo el mundo. El Consejo Global de Personas Emprendedoras de la ONU presenta a empresarios menores de 45 años, que abarcan las industrias corporativa, creativa y de los medios de comunicación.

### Política
En 2012, Vanderveldt colaboró en la concepción y creación del primer proyecto de residencia para personas emprendedoras a escala federal y estatal en Washington D. C., con el objetivo de simplificar los obstáculos reglamentarios que encuentran las pequeñas empresas y para ayudar a las personas propietarias de negocios a comenzar y hacer crecer sus empresas.
En 2013, Vanderveldt testificó para aprobar el proyecto de ley Entrepreneur-In-Residence SB 328 en el Comité Organizador del Senado de Texas en el Capitolio Estatal de Austin, la capital del Estado.

### EBW2020
La meta y la misión de vida que se ha marcado Vanderveldt es empoderar a un billón de mujeres para el año 2020 a través del proyecto “Empower a Billion Women by 2020”. Se esfuerza por guiar a las mujeres motivadas hacia el éxito y ayudar a que sus visiones se hagan realidad al proporcionarles las herramientas, la tecnología y los recursos para ayudarlas a triunfar. Dio una charla TedXWomen en 2011 titulada "Making the Impossible Possible" (en español, "Haciendo posible lo imposible") en que explicaba su misión y su educación.
Sus esfuerzos filantrópicos se centran en el liderazgo de las mujeres, el desarrollo y las iniciativas empresariales en los países en desarrollo. Comenzando por Haití, apoyó a la "Goldman Sachs 10,000 Women Haitian Global Cohort", la cohorte global de Goldman Sachs formada por diez mil mujeres haitianas, en asociación con la Thunderbird School for Good y el Departamento de Estado de EE. UU., a la que brindó subvenciones y computadoras (proporcionadas por Dell) a 27 mujeres empresarias emprendedoras en Haití.

## Premios y reconocimientos
- 2013 40 Women to Watch Over 40.[21]
- 2013 Small Business Influencer Awards Honorable Mention.[22]
- 2001 Austin - 40 Under 40 Award for Technology.
- Los estadistas estadounidenses de Austin nombraron a Vanderveldt una de "The Top 10 Tech Town's Rising Stars to Watch".[23]
- Fundó el primer reality show de televisión para la CNBC, "American Made".[24]
- 2012 Alumna del año de The Savannah College of Art & Design.
- 2011 TEDxFiDiWomen Talk on "Making the Impossible Possible" .
- Vanderveldt ha hablado en la Cumbre de Buena Acción Social de la Fundación de la ONU, en la Clinton Global Initiative, y en la South by Southwest, SXSW.

## Vida personal
En 2009 se casó con el exskydiver profesional Glenn Hodgson, posteriormente director ejecutivo de la empresa de su esposa, Ingrid Vanderveldt LLC, administrando las operaciones e inversiones diarias de la compañía.